# تشارلز سبنسر (الإيرل السادس)
تشارلز سبنسر (بالإنجليزية: Charles Spencer)‏ لورد بريطاني، من أسرة سبنسر الإنجليزية التي ينحدر منها ونستون تشرشل رئيس وزراء المملكة المتحدة الأسبق. وهو جد جون سبنسر والد الأميرة ديانا